# 英国惑星間協会
英国惑星間協会（えいこくわくせいかんきょうかい、英語: British Interplanetary Society、BIS）は、1933年にフィリップ・E・クレーターによって設立された協会。世界で最も古い宇宙支援組織であり、宇宙工学と宇宙開発の推進、支援に協力している。

## 組織
イギリスのロンドンに所在地を置く非営利団体で、会員の寄付によって運営されている。現在の会長はRobert Charles Parkinson。サウス・ランベス・ロード（A203号線）のヴォクソール駅付近に所在し、イギリス情報局秘密情報部のビルからも近い。
BISは学術機関紙「英国惑星間協会誌」と雑誌「Spaceflight」を発行している。2008年にはこれまでの協会の歴史を記録した「Interplanetary」を出版している。

## 歴史
BISはアメリカ惑星間協会（en）、ドイツ宇宙旅行協会、ソビエトロケット研究集団の設置後に設立されたが、これらの組織とは違い、国営組織に吸収されたりはしていない。
BISは1933年の1月に設立され、このときBISが公式な宇宙航行学の振興と促進だけでなく、上記の組織の似たような路線のロケットの実践実験を請け負うなどの援助を行っていた。しかしながら1936年の早期にBISは火災安全法のうち1875年火薬類法によって自分たちの大望が妨害される事を知った。この法律はイギリスで全ての私的な液体燃料ロケットの実験を妨げていたためである。
1930年代の後半、各段が多くの細い液体燃料ロケットでできた多段ロケットで月面へ人類を着陸させる計画を考案した。着陸機はガムドロップ型で、その他の部分ではアポロ月着陸船に類似していた。また、この中では船室が回転して遠心力で人工重力を発生させることが考えられており、BISは最初に宇宙旅行のために回転する視界を相殺する航行メカニズムの宇宙船を提案したと考えられている。
1978年、ダイダロス計画と呼ばれる宇宙船研究を発表した。これはバーナード星への無人惑星間計画で、現代技術と穏当な推論の元での近未来技術を利用した可能性の研究である。ダイダロス計画ではレーザー核融合を利用した原子力推進で、光速の12％の速度まで加速するとしていた。
遠距離到達研究系統の最新のものは、ボレアス計画（en）のレポートで、火星北極の有人ステーションが計画されている。このレポートは2007年のアーサー・クラーク賞のベスト書籍賞の候補に挙がった。

## その他
SF作家のアーサー・クラークは英国惑星間協会の会長としてよく知られている。BISは2005年に行われた第1回アーサー・クラーク賞で特別賞を受けている。これはアーサー・クラークの選ぶ賞であり、審査員団からは独立していた。2008年にはBIS発行の雑誌である「Spaceflight」がアーサー・クラーク賞のベスト宇宙レポート賞を受賞した。なお、英国惑星間協会賞という賞が存在する。
国際宇宙航行連盟のメンバー団体の一つであり、2008年にはイギリスで開かれた第59回会議では受け入れ組織であった。
チャールズ・チルトンは人気のラジオ三部作のSF作品「Journey Into Space」を書いて製作するより前に協会に加入した。

## 註
1. ↑  Interplanetary, British Interplanetary Society 2008 ISBN 978-0-9506597-1-8
2. ↑  http://www.rish.kyoto-u.ac.jp/awards.html
3. ↑  “【レポート】英国の宇宙会議体験記 - 英国の宇宙事情”.  マイコミジャーナル. 2011年11月7日閲覧。
4. ↑  Interview with Charles Chilton, Round Midnight, BBC Radio 2, 1989